# اکنون جوانتر (ترانه)
«اکنون جوانتر» تک‌آهنگی از هنرمند اهل ایالات متحده آمریکا مایلی سایرس است.